# D
D \ دي \ هو رابع حروف الأبجدية اللاتينية. يسمى في اللغة الإنجليزية «دي» [di]. يلفظ D مثل حرف الدال (/d/) في معظم اللغات التي تستخدم هذا الحرف، رغم أن هناك استثناءات مثل اللغة الفيتنامية حيث يلفظ «ز» (/z/) أو «ي» (/j/)، ويستخدم الحرف Đ للفظ الدال. في اللغة الويلزية، حينما يكتب الحرف مرتين (dd) يلفظ «ذ» (/ð/).
| O31 |

| O31 |

## الترميز في الحاسوب
الترميز (Unicode) للحرف الكبير D هو U+0044 والصغير هو U+0064. شفرة الآسكي للحرف الكبير 68 والصغير 100. في نظام العد الثنائي الحرف الكبير 01000100 والصغير 01100100. شفرة كود التبادل الموسع للترميز العشري الثنائي للحرف الكبير 196 وللصغير 132. في HTML وXML الحرف الكبير يكتب "D" والصغير "d".

## استخدامات أخرى
- في الرياضيات يعني العدد 13 في نظام العد [وضح من هو المقصود ؟].
- في التغذية، D هو فيتامين.
- في التقاويم يرمز إلى شهر ديسمبر.
- في الحاسوب، D هي لغة برمجة.
- في تعليم، D هي درجة مقبولة